# Mistrzostwa Świata w Short Tracku 1981
6. Mistrzostwa Świata w Short Tracku odbyły się we Francji, w Meudon, w dniach 4 – 5 kwietnia 1981 roku. Rozegrano 10 konkurencji: 500 m, 1000 m, 1500 m, 3000 m kobiet i mężczyzn oraz sztafetę 3000 m kobiet i 5000 m mężczyzn. Medale przyznano w wieloboju i sztafetach. W klasyfikacji medalowej najlepsi byli Kanadyjczycy. 

## Klasyfikacja medalowa
| Lp. | Kraj              | Złoto | Srebro | Brąz | Razem |
| 1.  | Kanada            | 3     | 1      | 1    | 5     |
| 2.  | Japonia           | 1     | 1      | 1    | 3     |
| 3.  | Wielka Brytania   | 0     | 1      | 1    | 2     |
| 4.  | Stany Zjednoczone | 0     | 1      | 0    | 1     |
| 5.  | Australia         | 0     | 0      | 1    | 1     |

## Medaliści
| Konkurencja | Złoto                                                                         | Srebro                                                                                      | Brąz                                                                                            |
| Mężczyźni   |                                                                               |                                                                                             |                                                                                                 |
| Wielobój    | Benoît Baril                                                                  | Gaétan Boucher                                                                              | Michael Richmond                                                                                |
| Sztafeta    | Kanada Gaétan Boucher · Benoît Baril · Louis Baril · Guy Daignault            | Wielka Brytania Steven Pearce · Stewart Horsepool · Gary Rudd · Stuart Pass · Michael White | Japonia Hiroshi Toda · Tatsuyoshi Ishihara · Yasuhiko Homma · Kenichi Sugio · Masahide Tominaga |
| Kobiety     |                                                                               |                                                                                             |                                                                                                 |
| Wielobój    | Miyoshi Kato                                                                  | Mika Kato                                                                                   | Louise Begin                                                                                    |
| Sztafeta    | Kanada Louise Begin · Nathalie Grondin · Maryse Perreault · Marie-José Martin | Stany Zjednoczone Gloria Bogacki · Barbara Johnson · Lydia Stephans · Pamela Mercer         | Wielka Brytania Kay Dibling · Lisa Harrold · Amanda Horsepool · Marie Cannon · Carol New        |

## Wyniki
| Konkurencja | 1.               | 2.                | 3.                |
| Mężczyźni   |                  |                   |                   |
| 500 metrów  | Michael Richmond | Stewart Horsepool | Menno Boelsma     |
| 1000 metrów | Benoît Baril     | Gaétan Boucher    | Stewart Horsepool |
| 1500 metrów | Louis Baril      | Benoît Baril      | Kenichi Sugio     |
| 3000 metrów | Benoît Baril     | Gaétan Boucher    | Michael Richmond  |
| Kobiety     |                  |                   |                   |
| 500 metrów  | Mika Kato        | Louise Begin      | Pamela Mercer     |
| 1000 metrów | Miyoshi Kato     | Mika Kato         | Nathalie Grondin  |
| 1500 metrów | Miyoshi Kato     | Mika Kato         | Louise Begin      |
| 3000 metrów | Miyoshi Kato     | Mika Kato         | Louise Begin      |